# Tugu (Sliyeg)
Tugu is een bestuurslaag in het regentschap Indramayu van de provincie West-Java, Indonesië. Tugu telt 6842 inwoners (volkstelling 2010).